# Noctua caesia
Noctua caesia är en fjärilsart som beskrevs av Feichenberger 1962. Noctua caesia ingår i släktet Noctua och familjen nattflyn. Inga underarter finns listade i Catalogue of Life.